# Електробур

Загальна схема електробура
1 — кабельний вхід; 2 — перехідник під елеватор; 3 — гумова діафрагма компенсатора; 4 — поршень компенсатора; 5 — пружина;6 — циліндр компенсатора; 7 — верхній з'єднувальний корпус статора двигуна;
8 — верхній сальник двигуна; 9 — вал двигуна; 10 — пакет магнітопровідної сталі статора; 11 — корпус статора; 12 — проміжний підшипник двигуна; 13 — нижній підшипник двигуна; 14 — корпус шпинделя;
15 — зубчаста муфта;16 — радіально-осьовий підшипник;17 — вал шпинделя; 18 — поршень компенсатора шпинделя;19 — пружина компенсатора; 20 — сальник шпинделя; 21 — перехідник на долото.

Електробур (рос. электробур, англ. electric drill; нім. Elektrobohrer m) — вибійна бурова машина з зануреним електродвигуном, призначена для буріння глибоких свердловин, переважно на нафту і газ.

## Історія
Винахід електробура приписують Артур Джеймс Арно і Вільям Бланч Брейн з Мельбурна, Австралія, які запатентували електродрель у 1889 році під назвою «Удосконалення електричних бурів для вугілля та землерізів». 

## Опис
Електробур складається з маслонаповненого електродвигуна і шпинделя. Потужність трифазного електродвигуна залежить від діаметра Е. і становить 75-240 кВт. Для збільшення обертального моменту Е. застосовують редукторні вставки, які знижують частоту обертання до 350, 220, 150, 70 хв.−1. Довжина Е. 12-16 м, зовнішній діаметр 164—290 мм. При бурінні Е., приєднаний до низу бурильної колони, передає обертання буровому долоту. Електроенергія підводиться до Е. по кабелю, змонтованому відрізками в бурильних трубах. При зґвинчуванні труб відрізки кабелю зрощуються спец. контактними з'єднаннями. До кабелю електроенергія підводиться через струмоприймач, ковзаючі контакти якого дозволяють провертати колону бурильних труб. При бурінні Е. очистка вибою здійснюється буровим розчином, повітрям або газом.
Електродвигун являє собою високовольтну трифазну асинхронну маслонаповнену машину з короткозамкнутим ротором. Він монтується в трубних секціях, з'єднаних одна з одною за допомогою конічної різьби.
У 1977 р. на Прикарпатті для буріння похило-спрямованих свердловин були застосовані електробури з телеметричними системами СТЕ-164.

## Переваги і недоліки
Буріння за допомогою електробурів має ряд переваг порівняно з використанням інших вибійних двигунів:
- 1. незалежність потужності і частоти обертання вала електробура від кількості і властивостей промивальної рідини;
- 2. можливість вести контроль за роботою долота на вибої і запобігати аваріям із ним;
- 3. можливість автоматизувати процес буріння при найкращому використанні потужності;
- 4. використання спеціальної апаратури при бурінні похило-спрямованих свердловин;
- 5. використання будь-яких видів промивальних рідин і циркуляційних агентів.

До недоліків застосування електробурів належать:
- 1. необхідність джерела постачання електроенергії і спеціального обладнання;
- 2. недосконалість системи струмопідводу, що призводить до частих пробоїв в ізоляції;
- 3. неможливість регулювання частоти обертання внаслідок жорсткої характеристики двигуна;
- 4. електробури застосовують при невисоких вибійних температурах;
- 5. необхідність застосування спеціальних бурильних труб;
- 6. великі втрати напруги у системі струмопроводу.

## Виготовлення і впровадження
Електробури випускалися діаметром 170, 215 і 250 мм, потужністю 100 – 230 кВт Харківським електромашинобудівельним заводом, при якому знаходилося і конструкторське бюро “Потенціал”. Широкого застосування електробуріння не знайшло із-за низької надійності кабелю та самих електробурів. Кабель монтувався секціями, у кожній бурильній трубі окремо, а з'єднувався під час згвинчування замкових різьб при спуску труб у свердловину. Наявність великої кількості з'єднань зменшує надійність струмопідводу. Через це використання електробурів припинилось.
Проте з розвитком техніки з’явилася можливість пропускати кабель живлення у бурильні труби без ділення їх на секції. Тому існує теоретична можливість повернення до використання електробурів. Сьогодні швидко розвивається техніка буріння гнучкими трубами, які намотуються на великий барабан і спускаються у свердловину суцільними, без з’єднань. Це дає можливість монтувати в гнучких трубах кабель живлення електробура і тим самим збільшити його надійність. Кабель електробура можна використовувати і як канал зв’язку для передачі з вибою необхідної інформації подібно до того, як це відбувається при горизонтальному бурінні.